# St. Bartholomäus (Koppenwall)

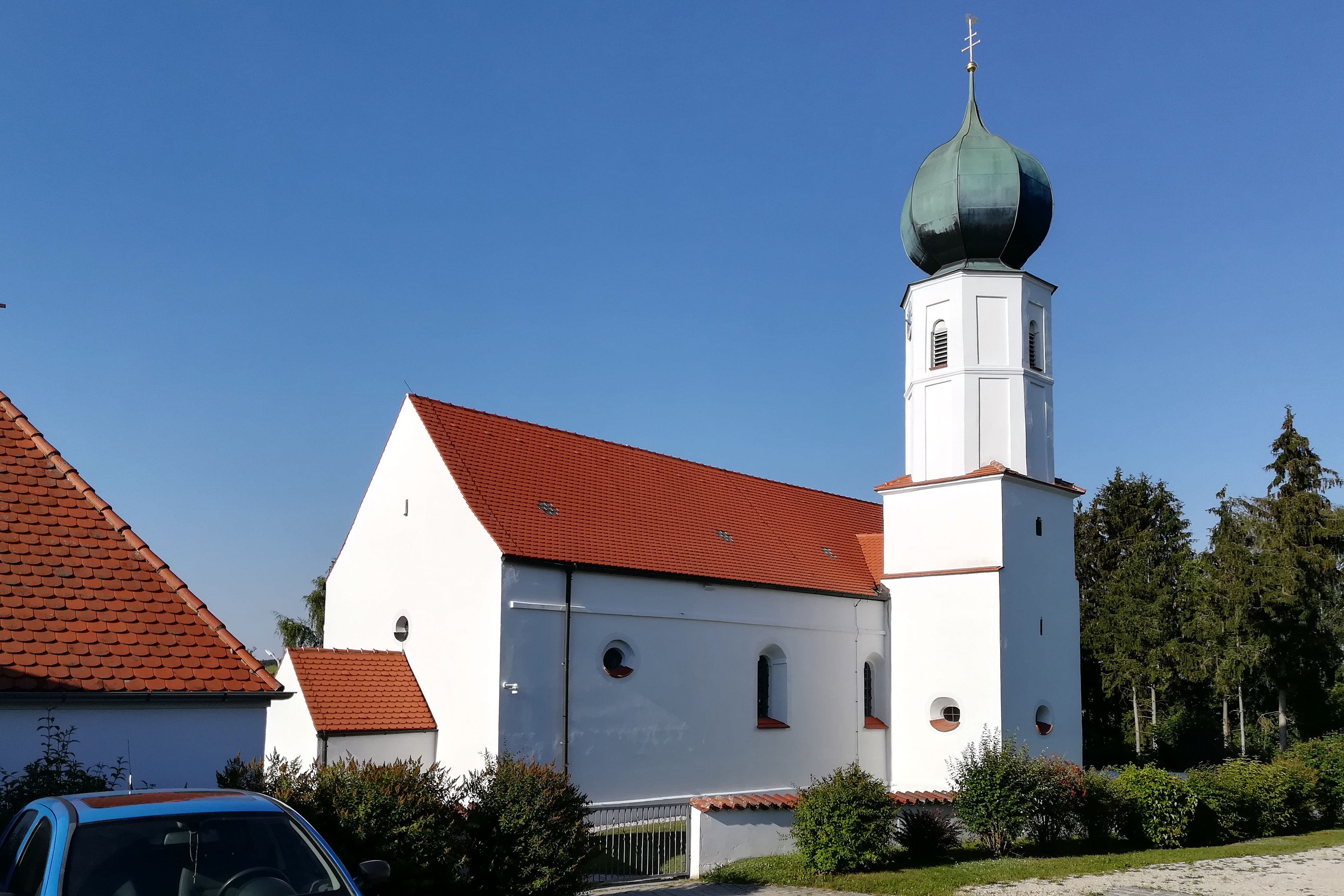
Außenansicht der Filialkirche St. Bartholomäus von Südwesten

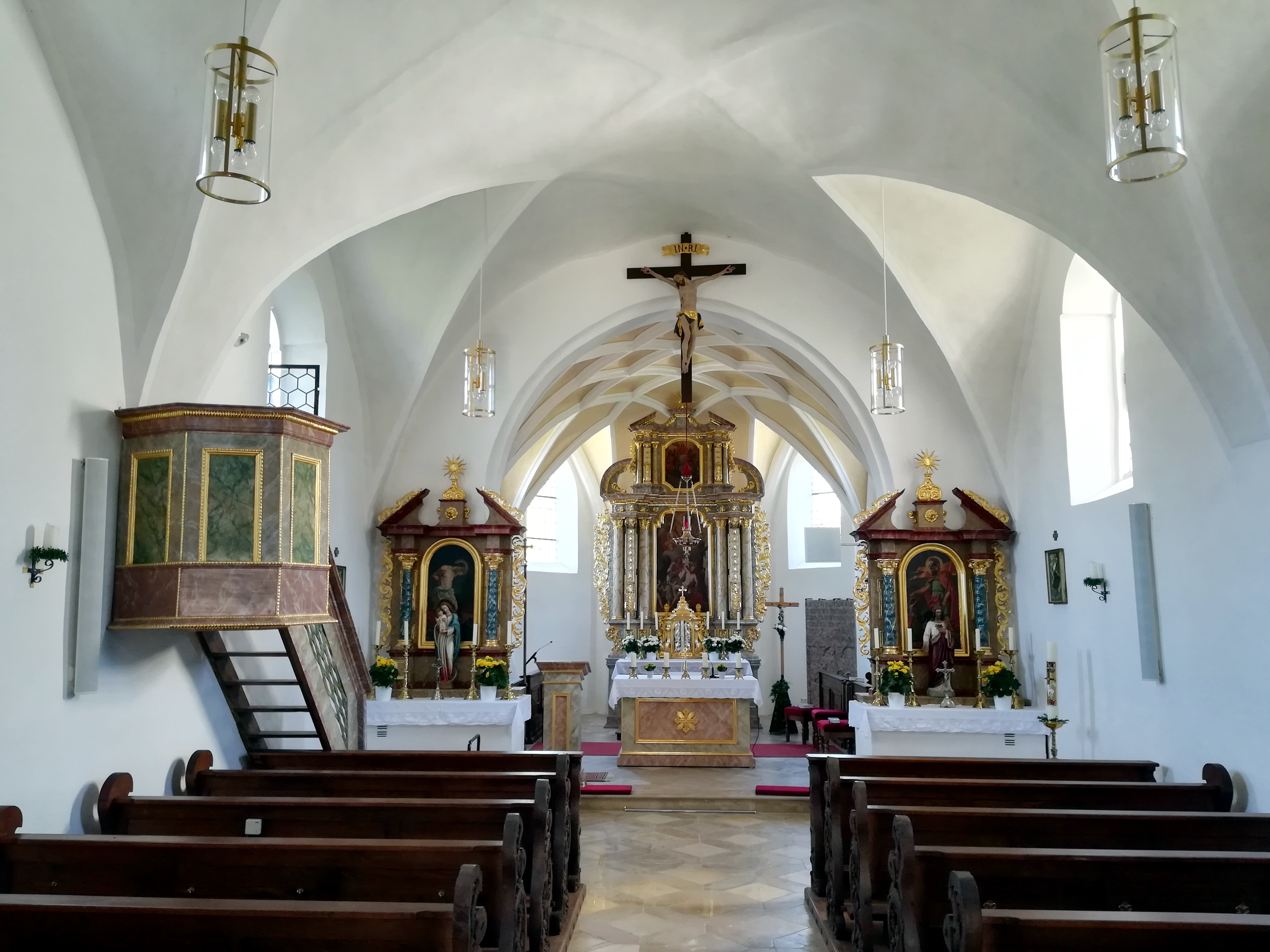
Innenraum

Die römisch-katholische Filialkirche St. Bartholomäus (im Volksmund „Bartl-Kirche“ genannt) in Koppenwall, einem Gemeindeteil des Marktes Pfeffenhausen im niederbayerischen Landkreis Landshut, ist eine spätgotische Saalkirche, die im ausgehenden 15. Jahrhundert anstelle einer Vorgängerkirche erbaut wurde. Die heutige barocke Ausstattung entstand um 1710/20.
Das Gotteshaus mit dem Patrozinium des heiligen Bartholomäus (Gedenktag: 24. August) ist als Baudenkmal mit der Nummer D-2-74-172-39 beim Bayerischen Landesamt für Denkmalpflege eingetragen. Kirchlich gesehen ist Koppenwall eine Filiale der Pfarrei Mariä Opferung in Pfeffenhausen, die wiederum von der Pfarreiengemeinschaft Pfeffenhausen seelsorgerisch betreut wird.

## Lage und Umgebung
Die kleine Ortschaft Koppenwall mit ihren beiden Kirchen, der Filialkirche St. Bartholomäus und der ehemaligen Wallfahrtskirche St. Korona, liegt in der Hallertau rund fünf Kilometer westlich von Pfeffenhausen und neun Kilometer östlich von Mainburg. Außergewöhnlich ist, dass die beiden, nur rund 60 Meter voneinander entfernt stehenden Gotteshäuser in der Spätgotik innerhalb weniger Jahrzehnte erbaut wurden. Der Volksmund erklärt sich diesen Umstand durch einen Streit mit der Dorfobrigkeit. Diese wollte die einfache Bevölkerung aus der „Bartl-Kirche“ ausschließen, weswegen man sich zum Bau einer zweiten, etwas kleineren Kirche entschloss.
Rund um St. Bartholomäus befindet sich ein kirchlicher Friedhof.

## Beschreibung

### Außenbau
Die einschiffige, nach Osten ausgerichtete Saalkirche umfasst einen nicht eingezogenen Chor mit zwei Jochen und Schluss in drei Achteckseiten sowie ein Langhaus mit drei Jochen. Beide Baukörper sind unter einem gemeinsamen Satteldach vereinigt. Der verputzte Bau ist bis auf ein Friesband unter dem Dachansatz ungegliedert. Während im Chor die spitzbogigen Fensteröffnungen mit gekehlten Laibungen aus der Entstehungszeit der Kirche erhalten sind, wurden die Langhausfenster barock ausgerundet.
Südlich am Presbyterium ist ein etwa 20 Meter hoher Chorflankenturm angebaut. Der quadratische Unterbau, der im Erdgeschoss die Sakristei enthält, ist etwa auf der Höhe des Dachansatzes einmal abgesetzt. Noch unterhalb der Firsthöhe erfolgt der Übergang zu dem achtseitigen barocken Oberbau mit zwei Geschossen. Dieser ist durch Lisenen gegliedert und zeigt im oberen, etwas niedrigeren Geschoss nach vier Seiten hin Schallöffnungen, die mit leicht eingezogenen Rundbogen schließen. Den oberen Abschluss bildet eine kupfergedeckte Zwiebelkuppel.
Westlich am Langhaus ist eine kleine Vorhalle mit Satteldach angebaut, die eine Karnernische enthält. Hinter einem Holzgitter ist ein freigelegter Mauerteil sichtbar, in dem Knochen und Schädel vermauert wurden.

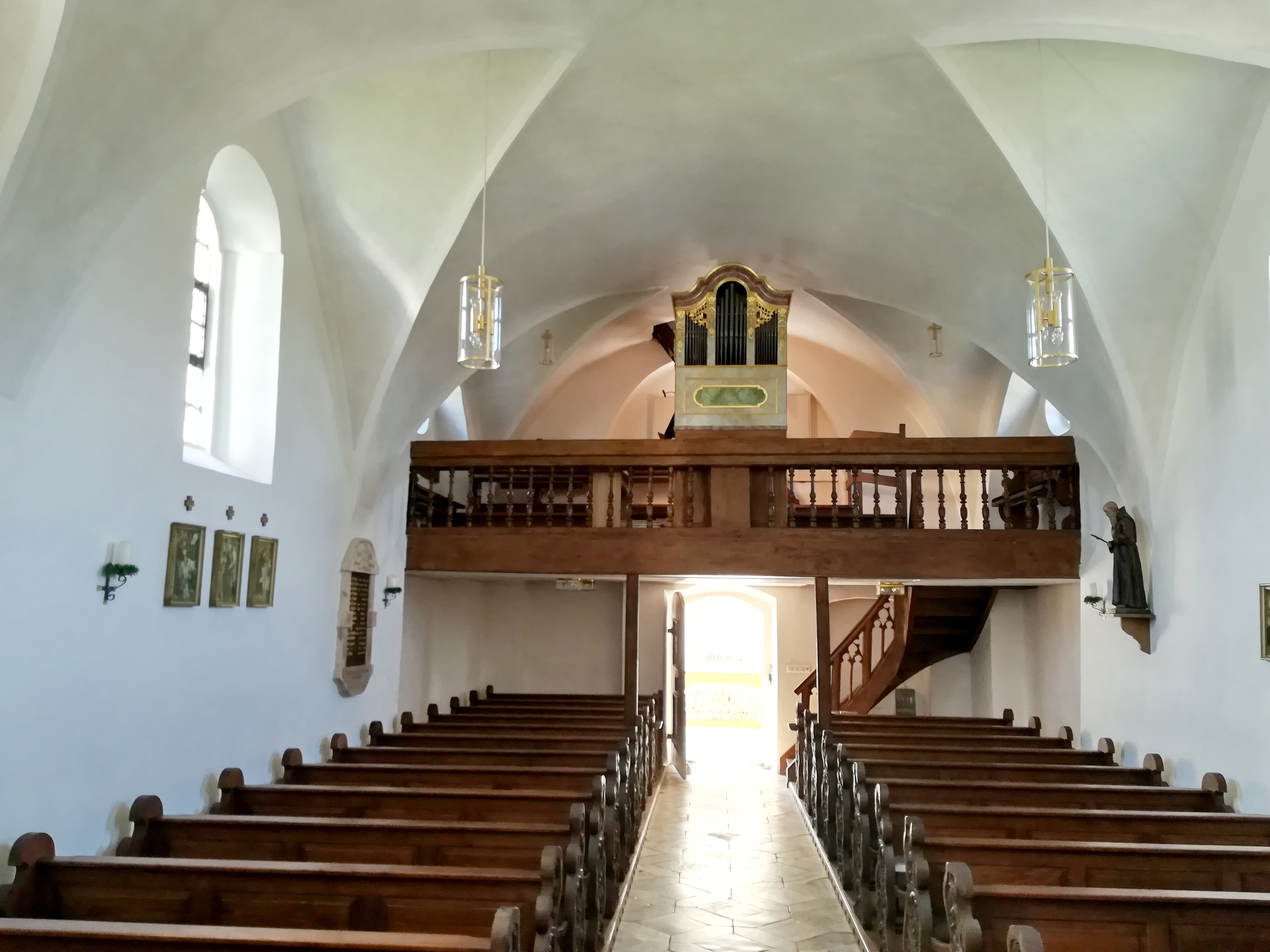
Blick durch das Langhaus zur Orgelempore

### Innenraum
Der Chorraum wird von einem tonnenförmigen Netzgewölbe mit Parallelrippenfiguration aus der Erbauungszeit der Kirche überspannt. Dieses ruht auf schwachen, gefasten Wandpfeilern und spitzen Schildbögen. Die gekehlten, an den Stegen abgeschrägten Rippen entspringen aus Halbkreiskonsolen, denen halbrunde, teils gepaarte Wappenschilde vorgelegt sind. Am Gewölbescheitel befindet sich ein runder Schlussstein. Unter mehreren Kalk- und Tüncheschichten sind im Chor spätgotische Wandmalereien zu finden, die bisher aber nicht freigelegt und genauer untersucht wurden.
Den Übergang zum Langhaus vermittelt ein spitzer Chorbogen, der an den Kanten gefast und im Bogen gekehlt ist. Im Langhaus befinden sich keine Wandpfeiler. Das Gewölbe war ähnlich wie im Chor als Netzgewölbe ausgeführt, aber nicht so engmaschig figuriert. Im Zuge der Barockisierung wurden Rippen und Konsolen abgeschlagen, sodass sich nunmehr ein Tonnengewölbe mit Stichkappen ergibt. Die Sakristei ist flachgedeckt.
Im rückwärtigen Langhausjoch ist eine eingeschossige Holzempore mit gedrechseltem Sprossengeländer eingezogen.

## Ausstattung

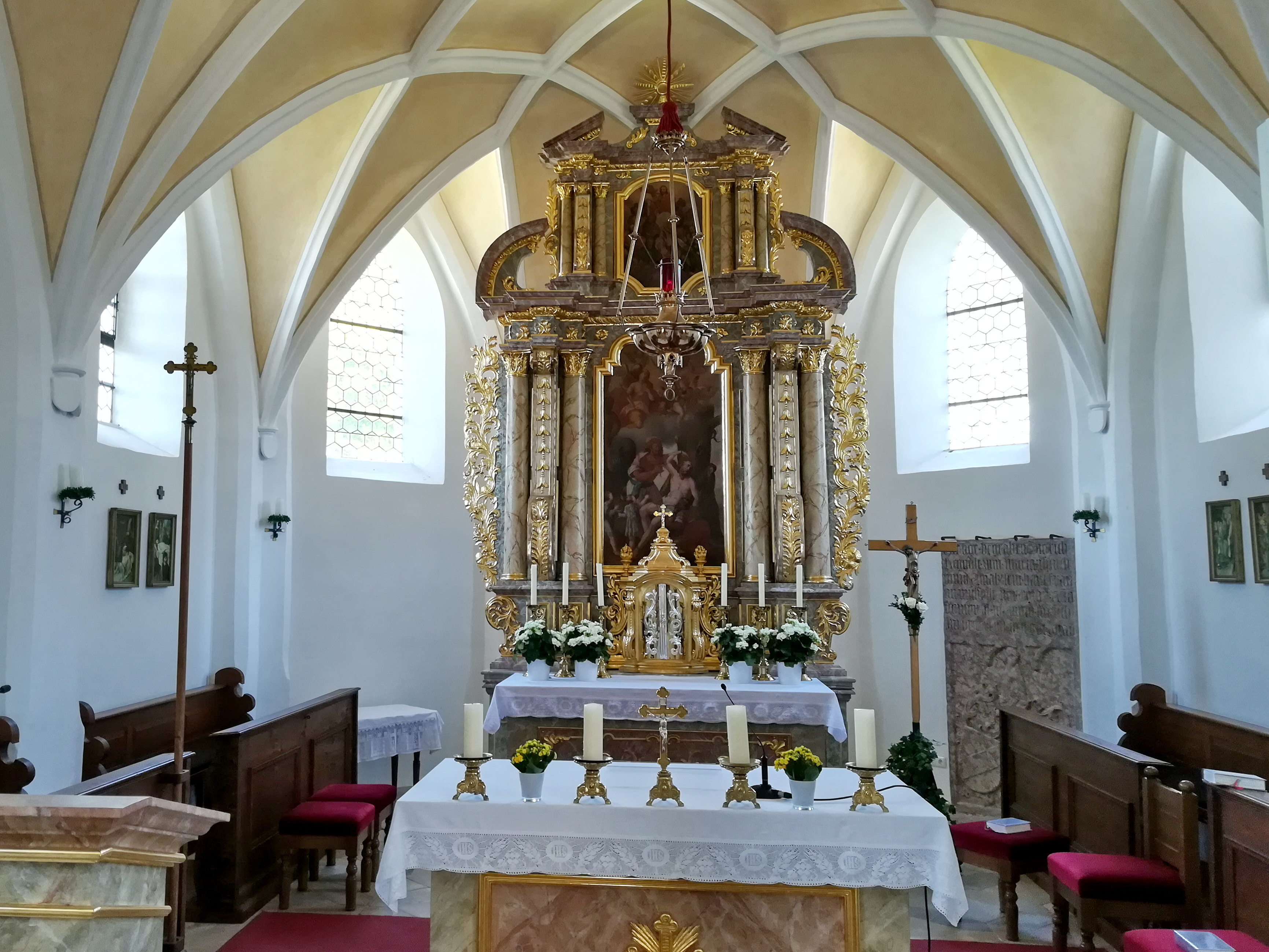
Altarraum

### Altäre
Die einheitliche barocke Ausstattung von St. Bartholomäus wurde um 1710/20 geschaffen. Am aufwändigsten ist der Hochaltar gestaltet, dessen Aufbau von vier Rundsäulen und zwei Volutenpilastern getragen wird. Diese architektonische Gestaltung setzt sich, wenn auch in verkleinerter Form, am Auszug fort. Dazwischen befindet sich verkröpftes Gebälk mit zwei Segmentgiebelstücken, zwischen denen der Auszug angeordnet ist. Den oberen Abschluss bildet ein gesprengter Dreiecksgiebel. Der Altar ist seitlich mit vergoldeten Akanthusranken verziert, die wiederum von gerieften Bändern durchsetzt sind. Auf dem Altarblatt ist das Martyrium des Kirchenpatrons Bartholomäus dargestellt, auf dem Oberbild Jesus mit dem Kreuz im Kreise der vierzehn Nothelfer. Auf der Mensa befindet sich ein vergoldeter neobarocker Tabernakel, der mit Voluten und Akanthusranken verziert ist. Die Türchen weisen Silberbeschläge auf.
Mit je zwei gewundenen Säulen sind die beiden aufsatzlosen Seitenaltäre etwas einfacher als der Hochaltar ausgeführt. Auch diese sind mit seitlichen Akanthusranken verziert und schließen nach oben hin mit gesprengten Dreiecksgiebeln ab, die jeweils eine geschnitzte, vergoldete Monstranz flankieren. Auf dem Altarblatt des nördlichen (linken) Seitenaltares ist der heilige Sebastian dargestellt, auf der Mensa befindet sich eine Figur der Mutter Gottes mit dem Jesuskind. Der südliche (rechte) Seitenaltar zeigt auf dem Altarblatt eine Darstellung des heiligen Florian, auf der Mensa steht eine Herz-Jesu-Figur.

### Grabdenkmäler
An der südlichen Schrägseite des Chores ist ein Rotmarmorepitaph der Leibrechter von Koppenwall aus dem Jahr 1403 angebracht. Es trägt folgende Inschrift in gotischen Minuskeln: Hie · ligt · begraben · Dietrich · Regnalt · zum · Marteinspvch · vnnd · Amaly · sein · havsfrav · an · mitboch · vor · Egidy · Ano · domini · M0 · iiiic · vnnd · dazuch · Im · dritten · iar · den · got · gnad. Unterhalb der Inschrift ist ein großes Ehewappen mit Helmzier dargestellt. Das Epitaph ist 1,95 Meter hoch und 1,00 Meter breit.

### Übrige Ausstattung
Die barocke Kanzel besitzt einen polygonalen Korpus, der mit marmorierten rechteckigen Feldern verziert ist. Ein Schalldeckel ist nicht vorhanden. Bemerkenswert sind außerdem das barocke Chorbogenkruzifix und das an der Südwand des Langhauses angeordnete Kriegerdenkmal für die Gefallenen des Ersten Weltkriegs. Die Wangen des Kirchengestühls wurden um 1710/20 geschaffen. Sie sind mit qualitätvollem Akanthusschnitzwerk verziert, das von gerieften Bändern durchzogen ist.

### Glocken
Aus dem Zwiebelturm von St. Bartholomäus läuten zwei historische Glocken. Die ältere Glocke wurde in der zweiten Hälfte des 15. Jahrhunderts von dem Regensburger Glockengießer Konrad Has geschaffen, der auch bei anderen Kirchen in der Gegend in Erscheinung trat: 1472 und 1473 goss er beispielsweise zwei Glocken für die Filialkirche St. Martin in Högldorf. Somit ist die ursprünglich in der Nachbarkirche St. Korona angebrachte Glocke möglicherweise älter als die „Bartl-Kirche“, aus deren Turm sie nunmehr läutet. Mit einem Durchmesser von 53 Zentimetern ist sie geringfügig größer als die zweite Glocke. Sie trägt folgende Inschrift in spätgotischen Minuskeln, wobei die Worttrennung durch Kreuze, Glöckchen und einen Engel erfolgt: ave · maria · gracia · plena · dominvs · has.
Die zweite Glocke mit einem Durchmesser von 50 Zentimetern wurde 1624 von Georg Schelchshorn aus Regensburg gegossen. Ihre Umschrift lautet: AVS DEM FEVER FLOS ICH GEORG SCHELCHSHORN VON REGENSPVRG GOS MICH 1624.